# Simulium yuanbaoshanense
Simulium yuanbaoshanense es una especie de insecto del género Simulium, familia Simuliidae, orden Diptera.

## Distribución
Se distribuye por China.

## Taxonomía
Fue descrita científicamente por Chen, Zhang & Zhang, 2007. Fue publicada en Two new species of the genus Simulium (Gomphostilbia) from Guangxi, China (Diptera, Simuliidae).